# شلبی (نیویورک)
شلبی (به انگلیسی: Shelby) یک منطقهٔ مسکونی در ایالات متحده آمریکا است که در شهرستان اورلئان، نیویورک واقع شده‌است. شلبی ۱۲۱٫۰۳ کیلومتر مربع مساحت و ۵٬۳۱۹ نفر جمعیت دارد و ۱۸۲ متر بالاتر از سطح دریا واقع شده‌است.